# Służba Bezpieczeństwa
Służba Bezpieczeństwa, förkortat SB, var den polska säkerhetspolisen under den efterstalinistiska kommunisttiden (1956–1990). Namnet och förkortningen var allmänt känd bland den polska befolkningen och utländska säkerhetstjänster. Organisationen efterträdde Ministeriet för allmän säkerhet, Ministerstwo Bezpieczeństwa Publicznego, populärt kallat Urząd Bezpieczeństwa (UB) som var verksamt mellan 1944 och 1954.